# Blachernitissa

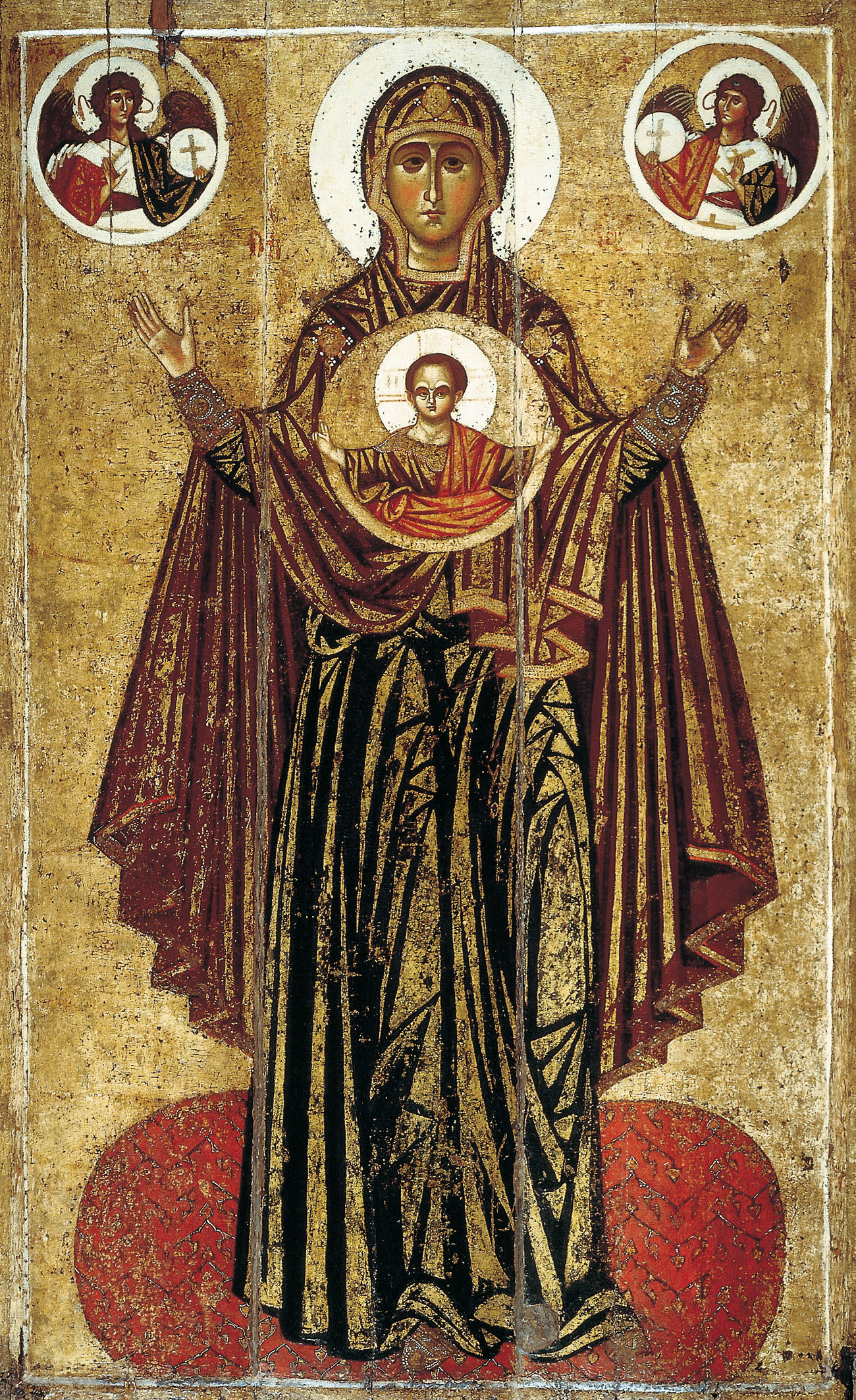
Icona slava del XIII secolo conservata nella galleria Tret'jakov

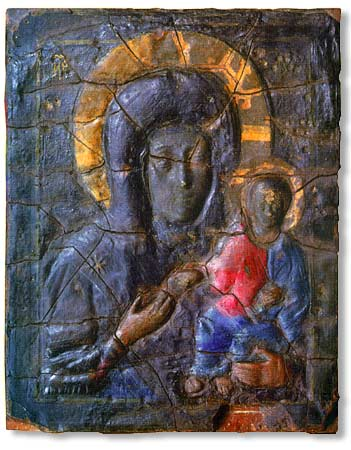
L'icona proveniente dalla cattedrale della Dormizione

La Blachernitissa (o Blacherniotissa, detta Platytera, o Madre di Dio del segno) è uno dei temi iconografici dell'arte bizantina maggiormente replicati. Rappresenta Maria in atteggiamento di orante e con l'immagine del Bambino Gesù racchiusa in un clipeo posto all'altezza del suo ventre; prende il nome dalla basilica delle Blacherne a Costantinopoli ed è ispirata all'immagine del mosaico che ne decorava l'abside.

## Storia
La basilica delle Blacherne fu fondata dall'imperatrice Pulcheria nell'omonimo quartiere di Costantinopoli e dedicata a Maria. Leone I eresse accanto all'edificio una cappella a pianta centrale, la Santa Soros, per custodirvi la reliquia del maphorion (ovvero il manto) della Vergine: Leone I fece decorare a mosaico la zona absidale della cappella con la scena della famiglia imperiale nell'atto di offrire a Maria il modello dell'edificio.
Questa immagine di Maria, detta Blachernitissa, divenne presto molto popolare soprattutto in quanto strettamente legata a una delle più importanti reliquie della Vergine.
L'immagine originale è andata persa, ma è nota attraverso numerose riproduzioni: Maria è rappresentata stante, in posizione rigidamente frontale, in atteggiamento da orante (con le braccia sollevate in gesto di preghiera) e con l'immagine del busto del Bambino Gesù in un clipeo posto all'altezza del ventre.
Tale iconografia della Madonna fa esplicito riferimento al dogma dell'incarnazione del Verbo e si diffuse anche in Occidente attraverso icone risalenti, per lo più, al XII secolo.
Il busto di Maria orante secondo il tipo della Blachernitissa venne raffigurato anche su monete bizantine e tale immagine venne imitata anche su un follaro coniato a Salerno da Roberto il Guiscardo e su uno coniato a Messina da Ruggero II.
La basilica delle Blacherne possedeva anche altre immagini della Vergine (una Deesis, un'Odigitria), dette anch'esse Blachernitissa: secondo la tradizione l'icona dell'Odigitria, dopo la caduta di Costantinopoli, fu portata nella cattedrale della Dormizione nel Cremlino di Mosca e sarebbe conservata nella galleria Tret'jakov in Russia.